# Szczecin Lotnisko
Szczecin Lotnisko – stacja kolejowa w Szczecinie, która zlokalizowana była przy ul. Hangarowej, na południowych krańcach lotniska Dąbie, w północnej części Zdrojów (stąd niemiecka nazwa). Przez stację od 1898 r. prowadziły jedyne tory łączące Szczecin Główny z Dąbiem oraz linią do Sobieradza. W 1936 r. otwarto linię przez południową część Międzyodrza (Dziewoklicz). Linia ta po zburzeniu w czasach II wojny światowej północnego mostu nad Regalicą, którego już później nie odbudowano, stała się jedyną przeprawą łączącą lewobrzeżną i prawobrzeżną część miasta. W 1945 r. stacja Szczecin Lotnisko stała się początkową dla linii przez Stare Czarnowo do Sobieradza. Po wojnie nosiła nazwy: Czanowo i Zdroje. Pod koniec lat 60. zamknięto całą linię dla ruchu pasażerskiego, a w latach 70. tory z Lotniska do Dąbia i Zdrojów Wschodnich zostały rozebrane. Najbliższy przystanek ZDiTM „Hangarowa”.
W 2012 r. budynek stacji był w złym stanie technicznym, wykorzystywany jako dom mieszkalny. W związku z budową Szczecińskiego Szybkiego Tramwaju został wyburzony.